# Albert Abraham Michelson
Albert Abraham Michelson (Strzelno, Polonia, 19 de diciembre de 1852 - Pasadena, Estados Unidos, 9 de mayo de 1931) fue un físico estadounidense, conocido por sus trabajos acerca de la velocidad de la luz. Recibió el Premio Nobel de Física en 1907, siendo el primer estadounidense en obtener el premio en la disciplina de ciencias.
Destacado estudioso del electromagnetismo y física óptica su trabajo más notable fue el experimento de Michelson-Morley, reconocido por Albert Einstein como base de la Teoría de la relatividad.

## Biografía
Michelson, nacido en Strzelno hijo de un comerciante judío, se trasladó con su familia en 1854 a Murphys (California). Estudió en el Lincoln Grammar School  en San Francisco. Se graduó en 1869 en la Boys High School. Tras lo cual la familia se mudó a Virginia City (estado de Nevada). A los diecisiete años ingresó en la Academia Naval de los Estados Unidos en Annapolis, Maryland, recomendado por Ulysses S. Grant, como instructor de ciencias del arte marítimo. Obtuvo el grado de oficial en 1873 y prestó servicios como instructor científico en física y química y literal en la Academia entre 1875 y 1879. 
Durante sus cuatro años como guardiamarina en la Academia, Michelson destacó en óptica, calor, climatología y dibujo técnico. Tras graduarse en 1873 y pasar dos años en el mar, regresó a la Academia Naval en 1875 para convertirse en instructor de física y química hasta 1879. En 1879, fue destinado a la Oficina del Almanaque Náutico, Washington (parte del Observatorio Naval de los Estados Unidos), para trabajar con Simon Newcomb.
A Michelson le fascinaban las ciencias y, en particular, el problema de medir la velocidad de la luz. Mientras estaba en Annapolis, realizó su primer experimento sobre la velocidad de la luz, como parte de una demostración en clase en 1877. Este hecho dictó su trayectoria profesional cuando trataba de demostrar el método Foucault para determinar la velocidad de la luz. Financiado por su suegro, siguió la recomendación del astrónomo Simon Newcomb e inició los estudios de física en Europa. Tras dos años de estudios en las universidades de Berlín y Heidelberg, además de en el Collège de France  y en la École polytechnique, dejó la Armada en 1881. En 1882 aceptó una plaza de profesor de Física en la Case School of Applied Science de Cleveland y proyectó allí un interferómetro mejorado. Cargo que mantuvo hasta 1889.
En 1890 Michelson, tras su paso como profesor de Física por la Clark University de Worcester, Massachusetts, desde 1893 fue Jefe del Departamento de Física de la nueva Universidad de Chicago, cargo en el que permaneció hasta su jubilación en 1929. Regresó a la marina en 1918 para servir en la Primera Guerra Mundial. En 1907 se convirtió en el primer estadounidense que obtuvo el premio Nobel de Física. Entre 1923 y 1927 fue presidente de la Academia Nacional de Ciencias. En 1925 ocupó las cátedras distinguidas de la universidad de Chicago. Cargos a los que renunció para incorporarse al Observatorio Monte Wilson de Pasadena (California).
Contrajo matrimonio con Margaret McLean Hemingway en 1877. Del matrimonio nacieron tres hijos: Albert Hemingway, Truman y Elsa. Tras su divorcio contrajo nuevo matrimonio con Edna Stanton en 1899, tuvieron tres hijas: Madeleine, Dorothy y Beatrice.
Murió el 9 de mayo de 1931 en Pasadena, California.

## La velocidad de la luz

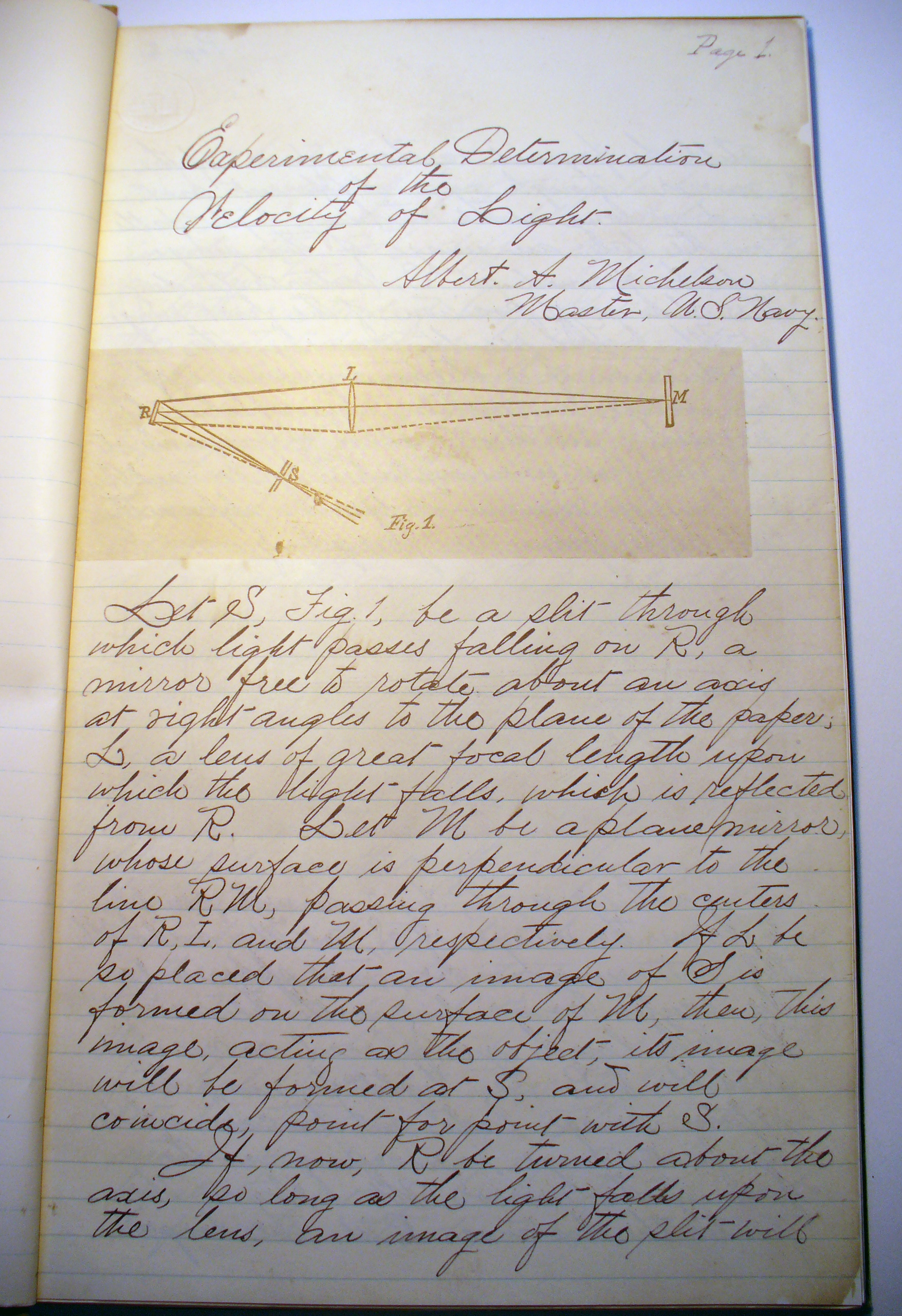
Primera página del borrador manuscrito de Experimental Determination of the Velocity of Light

### El monte Wilson, 1922
En 1906, E. B. Rosa y N. E. Dorsey del National Bureau of Standards, utilizaron un nuevo método eléctrico y obtuvieron un valor de la velocidad de la luz de 299.781±10 km/s. A pesar de que, como se demostró más adelante, este resultado estaba fuertemente condicionado por la inseguridad en las características de los materiales eléctricos de la época, esta medición inició una tendencia a la medición de valores a la baja
A partir de 1920, Michelson empezó a planificar una medición definitiva desde el Observatorio de Monte Wilson, usando una línea de medida hasta la Lookout Mountain, una cima relevante en la cresta meridional del monte San Antonio (Old Baldy), a unas 22 millas de distancia.
En 1922, el Coast and Geodetic Survey inició dos años de laboriosas mediciones de la línea de tierra usando cintas de acero invar, recién descubierto. Con la longitud de la línea de tierra determinada en 1924, las mediciones se llevaron a cabo en los dos años siguientes, obteniendo el valor publicado de 299.796±4 km/s.
Esta famosa medición se vio perjudicada por diversos problemas, uno de los más importantes fue la oscuridad producida por el humo de los incendios forestales, que ocasionó que la imagen del espejo quedara desenfocada. También es probable que la heroica labor del Geodetic Survey, con un error que se estima en menos de una millonésima, quedara comprometido por una descolocación de los puntos de referencia debido al terremoto de Santa Bárbara, California, entre el 29 de junio de 1925 (de una magnitud estimada de 6'3 en la escala de Richter).

### Michelson, Pease & Pearson, 1932
El periodo que siguió a 1927 produjo nuevas mediciones de la velocidad de la luz mediante nuevos dispositivos electro-ópticos, todas sustancialmente inferiores al valor de Michelson en 1926.
Michelson se dedicó a realizar más mediciones, pero esta vez en un tubo de vacío para evitar la dificultad de interpretar imágenes influenciadas por los efectos atmosféricos. En 1930 inició una colaboración con Francis G. Pease y Fred Pearson para llevar a cabo una medición en un tubo de 1,6 km en Pasadena, California. Michelson murió cuando solo se habían realizado 36 de las 233 series de mediciones, ya que después el experimento se vio obstaculizado por la inestabilidad geológica y por problemas de condensación; se llegó al valor de 299.774±11 km/s, coherente con los valores electro-ópticos prevalentes, que se publicó póstumamente en 1935.

## Interferometría
En 1887 colaboró con su colega Edward Williams Morley en el desarrollo del hoy famoso experimento de Michelson y Morley sobre el movimiento relativo esperado entre la Tierra y el éter, el hipotético medio en el que se suponía que viajase la luz, que llevó a resultados nulos. Un trabajo reconocido por Albert Einstein como base de la teoría de la relatividad.
Michelson creó también un interferómetro para medir con gran precisión la longitud del metro basándose en las longitudes de onda de una de las líneas espectrales de un gas estableciendo así un patrón de medida universal.

## Eponimia
- El cráter lunar Michelson lleva este nombre en su memoria.[8]
- El asteroide (27758) Michelson también conmemora su nombre.[9]
- El Premio Michelson-Morley, otorgado por la Universidad Case de la Reserva Occidental.

## En la cultura popular
- Fue nombrado y presentado como un personaje principal en un capítulo de la serie western estadounidense Bonanza, más específicamente en el episodio número 26 de la tercera temporada, titulado Mira a las estrellas.

## Reconocimientos
Algunos de los premios que ha recibido:
- 1888: Premio Rumford, por los trabajos sobre la velocidad de la luz, el movimiento del éter luminiscente y  la determinación absoluta de las longitudes de onda de la luz,[10]

- 1904: Medalla Matteucci (Sociedad Italiana),[3]
- 1907: Medalla Copley (Royal Society, Londres),[1]
- 1907: Premio Nobel de Física, por el trabajo sobre instrumentos ópticos de precisión y las investigaciones espectroscópicas y metrológicas realizadas con su ayuda,[3]
- 1912: Medalla Elliot Cresson (Instituto Franklin),[3]
- 1916: Medalla Henry Draper (Academia Nacional de Ciencias de Estados Unidos),[1]
- 1922: Premio Jules Janssen (Sociedad Astronómica de Francia),[11]
- 1923: Medalla Franklin (Instituto Franklin),[3]
- 1923: Medalla de la Royal Astronomical Society,[3]
- 1929: Medalla Duddell –Dennis Gabor Medal and Prize–(The Physical Society),[3]
- 1900: Presidente de la Sociedad Estadounidense de Física,[1]
- 1910-1911: Presidente de la Asociación Estadounidense para el Avance de la Ciencia,[1][3]
- 1923-1927: Presidente de la Academia Nacional de Ciencias de Estados Unidos,[1]

Fue miembro de las siguientes asociaciones científicas:
- Real Sociedad Astronómica,[3]
- Royal Society de Londres,[3]
- Sociedad Óptica de Gran Bretaña,[1]
- Sociedad Óptica Estadounidense,[1]
- Academia Francesa.[3]

En su memoria:
El 8 de mayo de 1948 la Marina de Estados Unidos dedicó en su honor el Laboratorio Michelson, ubicado en el desierto de Mohave. El museo en el interior del laboratorio conserva los primeros aparatos de investigación con los que trabajó el físico, manuscritos, notas, trabajos publicados, fotografías y la colección de medallas que le fueron concedidas. También se conserva en dicho museo el diploma del Premio Nobel que le fue concedido en 1907.

## Publicaciones
- On the application of interference methods to spectroscopic measurements : with five plates (1892),[12]
- Radiation in a magnetic field (1898),[13]
- Velocity of Light (1902),[14]
- Light Waves and Their Uses (1899-1903),[15]

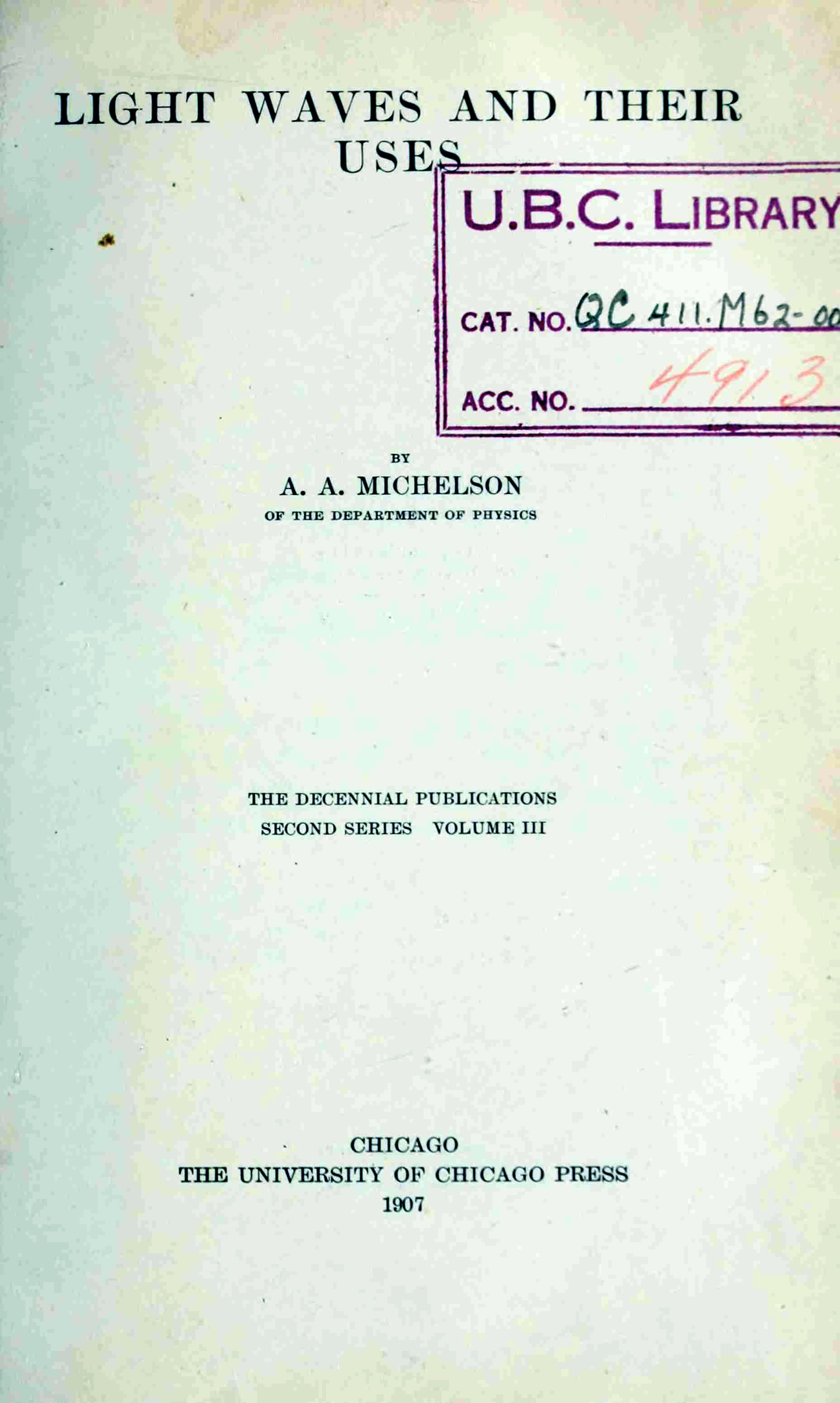
Portada de su publicación Light waves and their uses (Las ondas de luz y sus usos), 1907.

- Studies in Optics (1927).[16]